# Kanton Narbonne-Est
Narbonne-Est is een voormalig kanton van het Franse departement Aude. Het kanton maakte deel uit van het arrondissement Narbonne. Het werd opgeheven bij decreet van 21 februari 2014 met uitwerking op 22 maart 2015.
Het kanton omvatte uitsluitend een deel van de gemeente Narbonne.